# Prokleti dan
Prokleti dan je 21. epizoda strip serijala Dilan Dog. Objavljena je u bivšoj Jugoslaviji kao specijalno izdanje Zlatne serije u izdanju Dnevnika iz Novog Sada u aprilu 1989. godine. Koštala je 4.000 dinara (0,69 DEM, 0,36 $). Imala je 94 strane.

## Originalna epizoda
Naslov originalne epizode glasi Giorno maladeto. Objavljena je premijerno u Italiji 1. juna 1988. Scenario je napisao Tonineli Mastelo, a nacrtao Montanari Giuseppe i Grassani Ernesto. Naslovnicu je nacrtao Klaudio Vilja.

## Prethodna i naredna epizoda
Prethodna epizoda nosi naslov Motel Bejts (#20), a naredna Tunel strave (#22).